# Constantin von Ettingshausen (Generalmajor)
Constantin von Ettingshausen (* 22. September 1760 in Bingen am Rhein; † 11. März 1826 in Wien) war ein österreichischer Generalmajor.

## Leben
Er war der Sohn eines Beamten und trat mit 18 Jahren in österreichische Dienste. Er kam als Gemeiner in das Husaren-Regiment Nr. 1 (Kaiser). Dort wurde er am 1. November 1786 Unterlieutenant, am 1. Februar 1789 Oberlieutenant, am 13. November 1792 Rittmeister beim Husaren-Regiment Nr. 8 (Wurmser). Graf Wurmser machte ihn zu seinem Flügeladjutanten und am 25. Oktober 1793 wurde er Major im Generalstab. Im Mai 1794 wurde er (als letzter Träger dieses Titels) zum Reichsflügel-Adjutanten ernannt. In den Jahren 1792, 1793, 1794 und 1797 wurde er jeweils außer der Reihe befördert.
Im Feldzug von 1797 stand er mit diesem bei niederrheinischen Reservekorps unter Generalmajor Simbschen, als die französische Armee unter Hoche bei Koblenz über den Rhein ging. Am 20. April 1797 traf die österreichische Vorhut auf die französische Kavallerie. Die Vorhut bestand nur aus zwei Eskadronen Husaren unter dem damaligen Major Ettingshausen. Da in Unterzahl und eine Flucht nicht möglich war, griff dieser die Franzosen überraschend an. Die Österreicher konnten sich nach einige Verlusten (45 Mann und 49 Pferde), aber mit Gefangenen (1 Kapitän, 55 Mann) und Beute (137 Beutepferde) erfolgreich zurückziehen. Am 26. Juni 1797 wurde er zum Oberstleutnant befördert und in das Husaren-Regiment Nr. 9 versetzt. Im Jahr 1799 stand er mit dem Regiment in Italien und zeichnete sich am 15. November 1799 bei dem Angriff auf den Pass Barricate besonders aus.
Am 26. November 1800 wurde er zum Oberst befördert und kämpfte an der Spitze des Regiments am 21. Dezember am Mincio und am 25. Dezember 1800 bei Pozzolo. Im Dritten Koalitionskrieg kämpfte Ettinghausen mit seinem Regiment erfolgreich bei mehreren Gelegenheiten, so in der Schlacht bei Caldiero und in den derselben folgenden Gefechten, dann am 12. November 1805 am Tagliamento und 19. November 1805 bei Santa Croce.
Am 22. Januar 1808 wurde er zum Generalmajor ernannt. Im folgenden Fünften Koalitionskrieg kämpfte er als Brigadier unter Feldmarschall-Lieutenant Hiller im 6. Armeekorps zunächst in Deutschland und dann am 25. Mai 1809 im Gefecht bei Sankt Michael. Am Ende des Jahres trat er aber wegen seines schweren Rheumas in den Ruhestand. Dennoch war er weiter an politischen und militärischen Geschäften beteiligt. Am 25. Februar 1812 wurde Ettingshausen in den österreichischen Adelstand erhoben, 1815 auch in den ungarischen. Er starb am 11. März 1826 in Wien.

## Familie
Ettingshausen heiratete Anna Maria Franziska Walther (1780–1858), eine Tochter des Amtmanns Peter Adam Walther aus Ruppertsberg (Pfalz). Das Paar hatte sechs Kinder, darunter:
- Johannes Andreas Jakob (* 25. November 1796; † 25. Mai 1878) ⚭ Antonie Skarnitzl (1800–1861)
- Sigmund (* 1805; † 10. März 1855), k.k. Generalmajor[2] ⚭ N.N.
- Karl († nach 1855), Hofrat ⚭ Friederike Kaltschmied, Eltern von Albert von Ettingshausen